# Elacomia subbifasciatus
Elacomia subbifasciatus là một loài bọ cánh cứng trong họ Cerambycidae.